# You Are Not Alone (Film)
You Are Not Alone (Originaltitel: Du er ikke alene, dänisch für „Du bist nicht allein“) ist ein dänisches Drama über das Erwachsenwerden von Lasse Nielsen aus dem Jahr 1978, in dem es um das Erwachen der Liebe zwischen zwei Jungen in einem Internat geht.

## Handlung
Die Geschichte spielt in einem dänischen Jungeninternat der späten 1970er Jahre, wo die beiden Jungen Kim, der junge Sohn des Direktors, und Bo sich annähern und eine kindliche Liebesbeziehung entwickeln. Zu Beginn des Films versucht der Direktor, Mittel für den Bau einer neuen Turnhalle der Schule aufzubringen. Das Internat und seine Lehrerschaft sind zum Teil noch von christlichen Moralvorstellungen geprägt, aber auch die neue Zeit hat in Gestalt von einigen Lehrern und Bediensteten bereits Einzug gehalten. Später in der Handlung kommt es zu einem Schulverweis eines problembehafteten Schülers, der wiederholt Bilder nackter Frauen in den Räumen der Schule aufgehängt hat. Daraufhin solidarisieren sich die aufgebrachten Schüler mit ihm und protestieren erfolgreich gegen seinen Ausschluss und die autoritäre Lehrerschaft, sodass der Direktor seine Entscheidung schließlich rückgängig macht. Auf der Schulabschlussfeier führen die Schüler einen selbstgedrehten Kurzfilm vor, den sie über die Zehn Gebote erstellen sollten. Sie haben sich jedoch dafür entschieden, den Film nur über das biblische Nächstenliebe-Gebot „Du sollst deinen Nächsten lieben wie dich selbst“ (3. Mose 19,18) zu drehen. Er zeigt die beiden Jungen Kim und Bo, die allen Anfeindungen zum Trotz aller Welt offenbaren, was sie füreinander empfinden. Welche Reaktionen dieser Film nach sich zieht, sieht man nicht mehr.

## Hintergrund
Zunächst verboten die dänischen Zensoren den Film für unter Zwölfjährige, weil Kinder die homosexuelle Thematik nicht verstehen würden. Das Verbot wurde jedoch nach wenigen Jahren aufgehoben.
Ursprünglich war im Drehbuch geplant, dass sich Kim nach der Filmvorführung vor dem aufgebrachten Vater in Bos selbstgebautes Versteck flüchten und dort in der Schlussszene zusammen mit Bo zu sehen sein sollte. Jedoch wurde diese Schlussszene zu dunkel belichtet und konnte aus finanziellen Gründen nicht nachgedreht werden, sodass sich der Regisseur Lasse Nielsen im Schneideraum dazu entschied, den Film mit der Vorführung des Schülerfilms enden zu lassen. Ein Happy End sollten aber letztlich beide Fassungen darstellen.
Der Film wurde in Deutschland erstmals 2007 von cmv-Laservision als Original mit deutschen Untertiteln auf DVD veröffentlicht. Seit September 2014 enthält die DVD auch eine deutsche Synchronfassung.
Im Jahr 2018 beschuldigten 6 männliche und 16 weibliche ehemalige Kinderschauspieler die beiden Regisseure Lasse Nielsen und Morten Arnfred des sexuellen Missbrauchs während der Produktion der Trilogie La’ os være (1975), Måske ku’ vi (1977) und You Are Not Alone.

## Rezeption
Der film-dienst lobte den Film als „[e]infühlsam inszeniertes Coming-out-/Coming-of-Age-Drama mit guten jugendlichen Darstellern und akribisch aufbereitetem Lokal- und Zeitkolorit“.
Janet Maslin urteilte in der New York Times kritisch, dass die Filmemacher zwar offenbar die Absicht hätten, Interesse für „die Abläufe in der Schule und die Leben der anderen Jungen“ zu wecken, die „Lüsternheit“ ihres Vorgehens jedoch alles andere zunichtemache. So stecke in dem Film wesentlich mehr „Arglist“ als in seinen Figuren. Das „zarte Alter“ des Protagonisten – dem „speziellen Sexobjekt“ – verleihe dem Film immerhin eine gewisse Originalität.

## Belege
1. ↑   Freigabebescheinigung für You Are Not Alone. Freiwillige Selbstkontrolle der Filmwirtschaft, August 2007 (PDF; Prüfnummer: 110 977 DVD).
2. 1 2  Interview mit Regisseur Lasse Nielsen. TheSkyKid.com, Oktober 2009, abgerufen am 13. März 2015 (englisch).
3. ↑  You are not alone – Deutsche Sprachfassung. cmv-Laservision, archiviert vom Original (nicht mehr online verfügbar) am 3. November 2014; abgerufen am 3. November 2014.  Info: Der Archivlink wurde automatisch eingesetzt und noch nicht geprüft. Bitte prüfe Original- und Archivlink gemäß Anleitung und entferne dann diesen Hinweis.
4. ↑  Børneskuespillere fra 1970’er-film fortæller om seksuelt misbrug. 14. März 2018, abgerufen am 11. Mai 2023 (dänisch).
5. ↑  You Are Not Alone. In: Lexikon des internationalen Films. Filmdienst, abgerufen am 2. März 2017.
6. ↑  Janet Maslin: Danish Boys and Pasolini Bits. The New York Times, 2. Januar 1981, abgerufen am 3. November 2014 (englisch): „Kim has silky blond hair and appears to be about 9 years old, so his tender age gives the film a certain originality. … This Danish film, which was directed in 1979 by Lasse Nielsen and Ernst Johansen and has its premiere today at the Thalia, has considerably more guile than its characters. Everyone is photographed teasingly, but Kim is the particular sex object of the film, though he does little more than smile prettily and pull his shirt off at any opportunity. Though the directors do seem intent on generating some interest in the workings of the school and the lives of the other boys, the prurience of their tactics overpowers everything else.“